# Тржишна привреда
Тржишна привреда је привредни систем у коме се одлуке о улагању, производњи и дистрибуцији потрошачима руководе сигналима које стварају силе понуде и тражње. Главна карактеристика тржишне привреде је постојање тржишта фактора који играју доминантну улогу у алокацији капитала и фактора производње.
Тржишне економије се крећу од минимално регулисаног слободног тржишта и система лаис-фаире где је активност државе ограничена на обезбеђивање јавних добара и услуга и очување приватног власништва, до интервенционистичких облика где влада игра активну улогу у исправљању тржишних неуспеха и промовисању друштвеног благостања. Економије вођене државом или дириговане економије су оне у којима држава игра директивну улогу у вођењу укупног развоја тржишта кроз индустријске политике или индикативно планирање—које усмерава, али не замењује тржиште за економско планирање—форма која се понекад назива мешовита економија.
Тржишна економија је у супротности са планском привредом у којој су одлуке о инвестицијама и производњи отелотворене у интегрисаном економском плану за целу привреду. У централно планираној економији, економско планирање је главни механизам расподеле између фирми, а не тржиште, при чему су средства за производњу привреде у власништву и којима управља једно организационо тело.

## Карактеристике

### Права својине
Да би тржишне економије ефикасно функционисале, владе морају успоставити јасно дефинисана и извршива имовинска права на имовини и капиталним добрима. Међутим, својинска права не подразумевају посебно право приватне својине и тржишне економије не претпостављају логично постојање приватног власништва над средствима за производњу. Тржишна економија може и често укључује различите врсте задруга или аутономних државних предузећа која набављају капитална добра и сировине на тржиштима капитала. Ова предузећа користе тржишно одређен систем слободних цена за алокацију капиталних добара и радне снаге. 

### Понуда и потражња
Понуда и потражња раде у тандему. Економска теорија је да понуда расте како људи купују више, а потражња опада како цене расту, а људи купују мање.
Тржишне економије се ослањају на систем цена које сигнализирају тржишним актерима да прилагоде производњу и инвестиције. Формирање цене се ослања на интеракцију понуде и тражње да би се постигла или апроксимирала равнотежа у којој је јединична цена за одређено добро или услугу у тачки у којој је тражена количина једнака количини која се нуди.
Тачка података о цени где се линије понуде и тражње секу назива се цена клиринга на тржишту.
Понуда и потражња тржишне економије
Владе могу да интервенишу успостављањем горње границе цена или доњег прага цена на одређеним тржиштима (као што су закони о минималној плати на тржишту рада), или да користе фискалну политику да обесхрабре одређено понашање потрошача или да се позабаве тржишним екстерним ефектима који су генерисани одређеним трансакцијама. Постоје различите перспективе о улози владе у регулисању и вођењу тржишних економија и у решавању друштвених неједнакости које производе тржишта. У основи, тржишна економија захтева да систем цена на који утичу понуда и потражња постоји као примарни механизам за алокацију ресурса без обзира на ниво регулације.